# Красненское сельское поселение (Алексеевский район)
Красненское се́льское поселе́ние — упразднённое сельское поселение в Алексеевском районе Белгородской области.
Административный центр — село Красное.
Упразднено 19 апреля 2018 с преобразованием Алексеевского муниципального района в Алексеевский городской округ.

## Население
| 2010 | 2011 | 2012 | 2013 | 2014 | 2015 | 2016 |
| ---- | ---- | ---- | ---- | ---- | ---- | ---- |
| 920  | ↘917 | ↘874 | ↘851 | ↘831 | ↘791 | ↘789 |
| 2017 | 2018 |      |      |      |      |      |
| ↘775 | ↘764 |      |      |      |      |      |

## Состав сельского поселения
| № | Населённый пункт | Тип населённого пункта       | Население |
| - | ---------------- | ---------------------------- | --------- |
| 1 | Красное          | село, административный центр | ↘904      |
| 2 | Голубинский      | поселок                      | ↘16       |

## Экономика
- ЗАО «Новооскольская зерновая компания»[11]
- ООО «Алексеевкаагроинвест» группа «Разгуляй»[11]